# Der Indianer im Küchenschrank
Der Indianer im Küchenschrank (Originaltitel: The Indian in the Cupboard) des Regisseurs Frank Oz, ist ein US-amerikanischer Kinderfilm aus dem Jahr 1995 nach dem Roman Der Indianer aus der Hosentasche von Lynne Reid Banks. Der Film wurde in Deutschland erstmals am 1. September 1995 im Rahmen des Internationalen Filmfests in Oldenburg gezeigt.

## Handlung
Der neunjährige Omri bekommt einen kleinen Küchenschrank zum Geburtstag. Er stellt beim Spielen einen kleinen Plastikindianer, den er von seinem Freund Patrick bekommen hat, in den Schrank und schließt diesen ab. Als er ihn wieder öffnet, ist der Indianer lebendig geworden. Vor Schreck schließt er den Schrank wieder. Da ist der Indianer wieder nur eine Plastikfigur. Zunächst denkt Omri, dass er geträumt hat. Doch als er dann den Schrank wieder öffnet, ist auch der Indianer wieder lebendig.
Der Indianer ist genauso überrascht wie Omri. Doch schließlich freunden sie sich an. Omri lernt viel über die Indianer. Auch andere wichtige Lebenslektionen lernt Omri von dem Indianer, so etwa, dass der Tod zum Leben gehört und nicht einfach verdrängt werden kann. Auch andere Plastikfiguren werden von Omri kurzzeitig zum Leben erweckt. Als sich der Indianer beispielsweise verletzt hat, kann ein Sanitätssoldat, der ebenfalls eine Plastikfigur ist, dem Indianer helfen.
Omris Freund Patrick möchte auch eine Figur zum Leben erwecken. Dafür hat er sich ausgerechnet einen Cowboy ausgesucht. Als dieser mit dem Indianer zusammentrifft, müssen die beiden sich natürlich sofort bekämpfen. Aber schließlich werden die beiden Figuren doch Freunde.
Es stellt sich heraus, dass durch den magischen Küchenschrank eine echte Person zur Plastikfigur werden kann. Der Indianer sehnt sich nach seinem alten Leben zurück. Als dieser den Cowboy versehentlich verletzt, kann der Sanitätssoldat dem Cowboy zwar kurzfristig helfen, aber nur ein Arzt kann diesen endgültig retten. Und so muss Omri schweren Herzens die Figuren wieder in ihr altes Leben zurückbringen.

## Kritiken
„Ein zauberhafter Kinderfilm, dessen Warnung vor übermäßiger Fernsehgewalt zwar etwas aufgesetzt ist, der aber Kinder zu Toleranz gegenüber fremden Menschen und Kulturen anhält. Tricktechnisch hervorragend gestaltet, versagt sich der Film jeder effekthascherischen Ausbeutung seiner Spezialeffekte und bleibt durch seinen ruhigen Erzählrhythmus auch für Kleinere nachvollziehbar.“

## Auszeichnungen
- 1996: Saturn Award
  - Nominierung: Bester Fantasy-Film
  - Nominierung:Beste Jungschauspieler
  - Nominierung:Beste Spezialeffekte

- 1996: Young Artist Award
  - Nominierung: Bestes Familiendrama
  - Nominierung: Bester Junger Hauptdarsteller
  - Nominierung: Bester junger Nebendarsteller